# Arto Tunçboyacıyan
Arto Tunçboyacıyan (Istanbul, 4 agosto 1957) è un cantante turco naturalizzato statunitense di origini armene.
Musicista tradizionalista, molto famoso per i suoi pezzi folk, è solito suonare la musica popolare e tradizionale del suo paese d'origine, ovvero l'Armenia.

## Carriera musicale
Arto comincia come cantante e polistrumentista folk (soprattutto di musica armena). Inizia collaborando e suonando con oltre 200 artisti, soprattutto in Europa. Nel 1994 collabora come percussionista all'album Whirling del polistrumentista turco Omar Faruk Tekbilek. In seguito si trasferisce negli Stati Uniti d'America dove continua a coltivare la sua passione musicale lavorando con numerosi artisti jazz come  Chet Baker, Al Di Meola, e Joe Zawinul. Dopodiché decide di formare un gruppo tutto suo, dove ovviamente prende il posto come cantante e ottiene la leadership musicale: così forma gli Armenian Navy Band. Collabora in seguito anche con la cantante turca Sezen Aksu e la cantante greca Eleutheria Arvanitakī.
Nel 2001 il suo album Aile Muhabbeti viene impiegato come colonna sonora di due film: Hemşo (2001) e Mon père est ingénieur (2004).
Proprio in questo periodo inizia la collaborazione che probabilmente lo ha reso più famoso: è uno dei fondatori del gruppo musicale Night Ark con i quali pubblica cinque album: Picture, Moments, In Wonderland, Petals on Your Path and Treasures.
Successivamente si lega a Serj Tankian, cantante del gruppo musicale statunitense System of a Down. I due hanno aperto un progetto chiamato Serart e pubblicarono un album omonimo. Come dicono sempre entrambi, li lega la loro passione per la musica (quella folk armena) innanzitutto, ma anche per il fatto di voler esplorare sempre nuovi generi musicali e nuove influenze. La collaborazione con Tankian, tuttavia, non è solo per il progetto Serart: infatti Tunçboyacıyan collaborò con i System of a Down nel 2001 nell'album Toxicity nei brani Science ed Arto (traccia fantasma di Aerials in cui il musicista suona di tutto, da una bottiglia vuota di Coca Cola, a percussioni create direttamente dal suo petto nudo, a un vaso pieno d'acqua) mentre l'anno successivo collaborò al brano Bubbles (da Steal This Album!).

## Genere musicale
Arto è come detto un polistrumentista, in grado di suonare e cantare. Cantante, cantautore, esecutore e produttore, è capace di cantare, suonare le percussioni, suonare con bottiglie di vetro (soprattutto di birra) e ovviamente con molti strumenti tipici armeni come il duduk, il sazabo e il bular. Le sue tracce sono molto melodiche, caratterizzate dalla tipica musicalità folk dell'Armenia, spesso prive di testo e solo strumentali.

## Discografia

### Solista
- 1989 - Virgin Land Keytone Records/Svota Music
- 1994 - Main Root Keytone Records/Svota Music
- 1996 - Tears of Dignity (with Ara Dinkjian) Svota Music
- 1998 - Onno Svota Music
- 1998 - Triboh (with M. P. de Vito and R. Marcotulli) PoloSud
- 1998 - Avci Svota Music/Imaj Müzik
- 2000 - Every Day Is a New Life Living Music/Earth Music Production
- 2001 - Aile Muhabbeti Svota Music
- 2004 - Türkçe Sözlü Hafif Anadolu Müziği Imaj Müzik/Svota Music/Heaven and Earth
- 2005 - Artostan Svota Music/Heaven and Earth
- 2005 - Love Is Not in Your Mind (with Vahagn Hayrapetyan) Svota Music/Heaven and Earth

### Night Ark
- 1986 - Picture RCA/Novus
- 1988 - Moments RCA/Novus
- 1998 - In Wonderland Polygram
- 2000 - Petals on your Path EmArcy
- 2000 - Treasures Traditional Crossroads

### Armenian Navy Band
- 1999 - Bzdik Zinvor Svota Music
- 2001 - New Apricot Svota Music
- 2004 - Sound of Our Life Part I - "Natural Seeds" Svota Music/Heaven and Earth
- 2006 - How Much Is Yours Svota Music/Serjical Strike Records (Riedizione)

### Serart
- 2003 - Serart Serjical Strike Records/Columbia Records